# Tmarus espiritosantensis
Tmarus espiritosantensis là một loài nhện trong họ Thomisidae.
Loài này thuộc chi Tmarus. Tmarus espiritosantensis được Ilka Maria Fernandes Soares & Ilka Maria Fernandes Soares miêu tả năm 1946.